# کیروفسکی (شهرستان لوکتفسکی، سرزمین آلتای)
کیروفسکی (به لاتین: Kirovsky) یک منطقهٔ مسکونی در روسیه است که در سرزمین آلتای واقع شده‌است.